# 吉良持家
吉良 持家（きら もちいえ）は、南北朝時代の武将。

## 生涯
2代奥州管領・吉良満家の子として誕生した。
奥州（武蔵）吉良氏（前期東条吉良氏）は、観応の擾乱及びその混乱に乗じた南朝の攻勢に打ち勝ち、奥州の大半を平定したが、その直後の正平9年/文和3年（1354年）春頃に吉良貞家、正平11年/延文元年（1356年）頃に吉良満家と、相次いで惣領を喪った。満家の嫡男・持家は満家死亡時にはまだ幼かったと思われ、吉良氏内部の主導権を巡り、持家の叔父・治家と大叔父・貞経の間で対立が起こった。両者はそれぞれ鎌倉府、室町幕府の支援を取り付け、相手より優位に立とうとしたと考えられている。
正平19年/貞治3年（1364年）、相馬胤重宛文書を発給した「吉良中務少輔」という人物が現れるが、父の満家が生前「中務大輔」を称していたことから「吉良中務少輔」を持家とする見方がある。
正平22年/貞治6年（1367年）、2代将軍・足利義詮は結城顕朝宛て御教書を発給し、石橋棟義に協力し、奥州の両管領と共に吉良治家を挟撃するよう命じている。当時、治家は幕府から既に謀反人と認定されており、常陸国の小田氏の家臣と連携して多賀城に迫る勢いを見せていたらしい。当初、幕府は治家には奥州両管領を、小田氏家臣には石橋棟義をそれぞれ鎮圧にあてていたが、小田氏家臣らが国境を越え陸奥高野郡に侵入、治家に呼応する動きを見せたため、治家退治に全力を注ぐよう方針を転換、常陸の石橋棟義に奥州侵攻を命じ結城氏にも軍に加わるよう命じたのである。義詮の御教書にある「両管領」のうち一人は斯波直持であるが、もう一人は吉良氏のうち持家・貞経のいずれを指すのか明確ではない。奥州における吉良氏の動きはこれを最後に全く不明となる。